# Josef Schmid (Politiker, 1969)

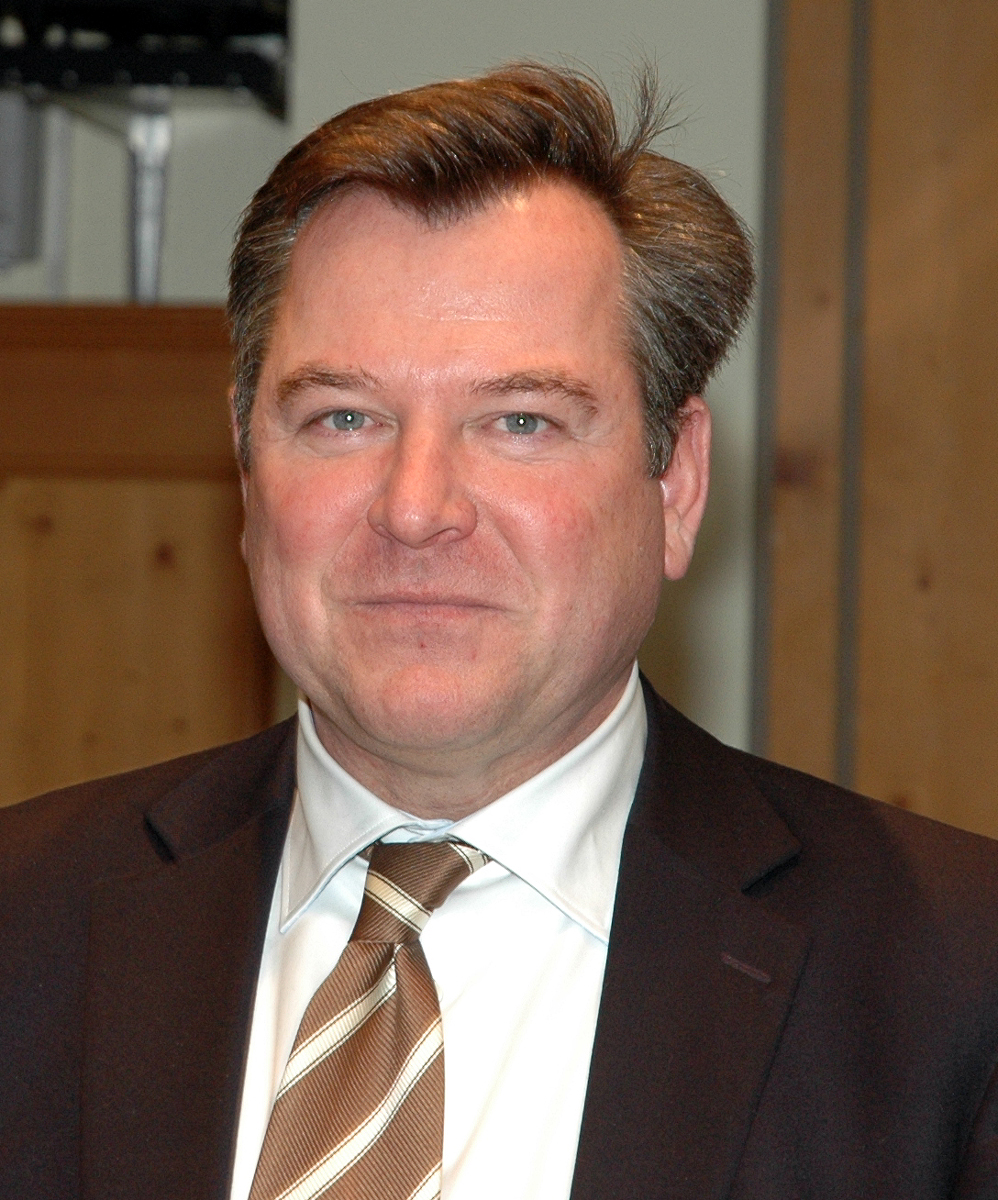
Josef Schmid (2013)

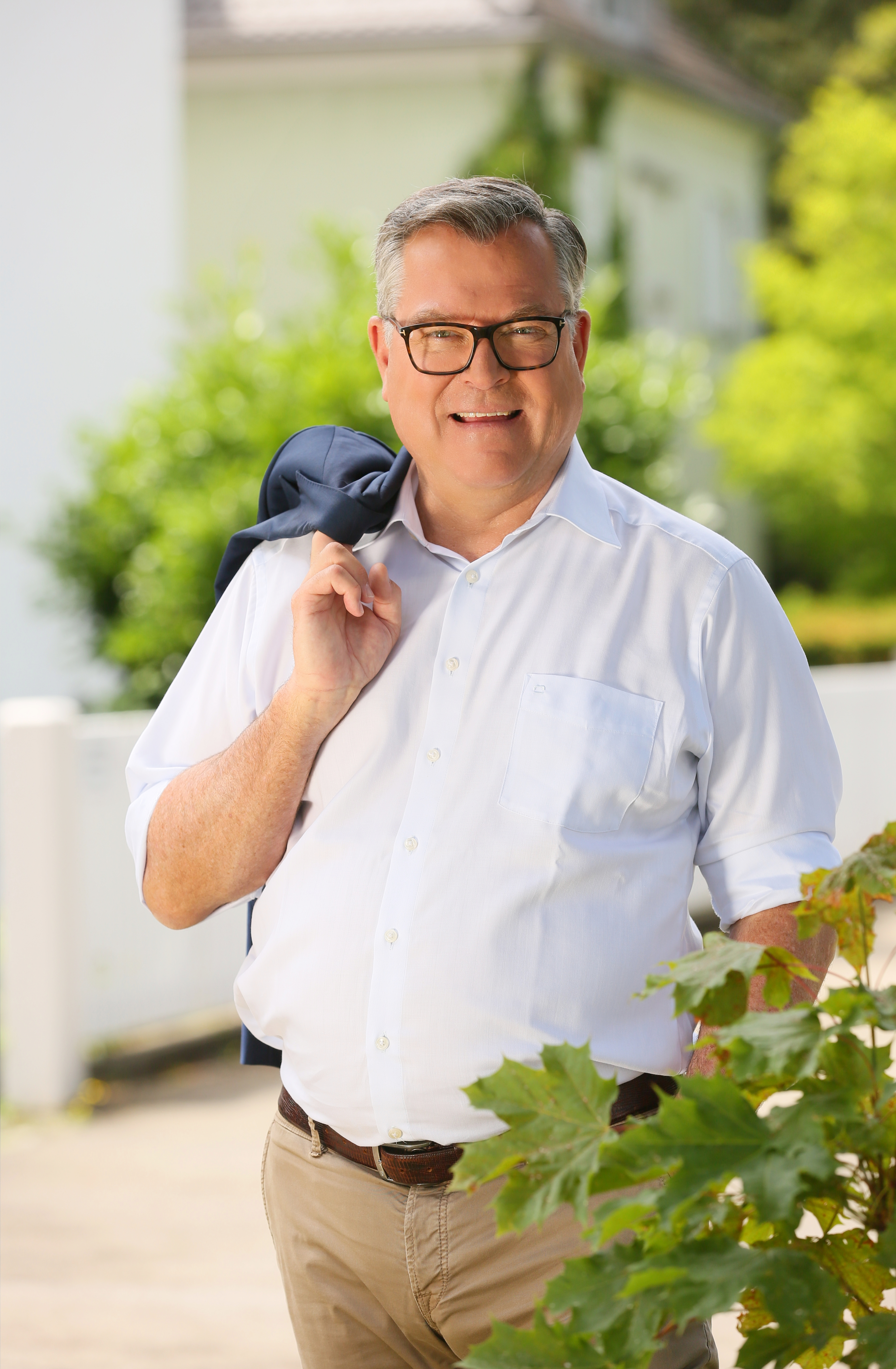
Josef Schmid (2023)

Josef Schmid (* 27. September 1969 in München) ist ein deutscher Wirtschaftsjurist und Politiker (CSU). Er war von 21. Mai 2014 bis 4. November 2018 Zweiter Bürgermeister der Landeshauptstadt München und leitete auch das Referat für Arbeit und Wirtschaft. Seit dem 5. November 2018 ist er Mitglied des Bayerischen Landtages. Seit seinem Einzug in den Bayerischen Landtag ist Schmid in der untergeordneten Nebenbeschäftigung wieder Partner einer überregionalen mittelständischen Rechtsanwaltskanzlei.

## Ausbildung und Beruf
Schmid wurde 1969 als Sohn eines Metzgermeisters in Allach geboren und machte im nahe gelegenen Ignaz-Taschner-Gymnasium in Dachau 1989 Abitur. Zuvor war er Schülersprecher am Louise-Schroeder-Gymnasium in Untermenzing. Seinen Wehrdienst leistete er beim Pionierbataillon 210 in der Münchener Funkkaserne.
Schmid studierte von 1990 bis 1995 an der Universität Passau zunächst Betriebswirtschaftslehre und von 1993 bis 2000 Rechtswissenschaften in Passau und an der Ludwig-Maximilians-Universität München. Seit dem Zweiten Juristischen Staatsexamen ist der Diplom-Kaufmann Rechtsanwalt und war bis 2014 Partner einer überregionalen mittelständischen Rechtsanwaltskanzlei.

## Politik

### Partei
Schmids politische Laufbahn begann 1981 mit dem Eintritt in die Schüler Union. 1986 folgte die Mitgliedschaft in der Jungen Union. 1987 trat er der CSU bei und seit 2004 ist er Mitglied der Mittelstands-Union sowie Vorsitzender des CSU-Kreisverbandes München-West. Im Jahre 2011 wurde er zum stellvertretenden Bezirksvorsitzenden der Münchner CSU gewählt. Er wurde 2007 und 2011 in den Parteivorstand der CSU kooptiert.

### Öffentliche Ämter
Nach der Kommunalwahl im Frühjahr 2002 wurde Schmid in den Münchner Stadtrat gewählt, von 2007 bis 2014 war er dort Vorsitzender der CSU-Fraktion. Er war außerdem Mitglied im Ausschuss für Bildung und Sport sowie im Ausschuss für Stadtplanung und Bauordnung. Bei der Wahl am 2. März 2008 trat er als Spitzenkandidat an, er unterlag jedoch dem Amtsinhaber Christian Ude. Zur Kommunalwahl 2014 trat er erneut als Spitzenkandidat seiner Partei für den Posten des Oberbürgermeisters an, wozu ihn seine Partei bereits im Frühjahr 2011 nominiert hat. In der Stichwahl unterlag er mit 43,3 zu 56,7 % gegen den SPD-Kandidaten Dieter Reiter. Nachdem SPD und CSU eine Koalition im Münchener Stadtrat gebildet hatten, wurde Schmid dort zum Zweiten Bürgermeister und Wirtschaftsreferenten gewählt. Mit der Referentenaufgabe ist auch die Zuständigkeit für das Oktoberfest verbunden.
Schmid errang bei der Landtagswahl in Bayern 2018 im Stimmkreis München-Pasing das Direktmandat. Das Bürgermeisteramt musste er Kraft Gesetz mit dem Eintritt in den bayerischen Landtag aufgeben. 2023 wurde Schmid mit deutlicher Mehrheit wiedergewählt und tritt eine zweite Amtszeit als Abgeordneter des Bayerischen Landes an.  
Von 2018 bis 2023 war Josef Schmid Mitglied des Ausschusses für Verfassung, Recht, Parlamentsfragen und Integration, sowie des Ausschusses für Wohnen, Bau und Verkehr im Bayerischen Landtag. Er war außerdem der Vertreter des Bayerischen Landtag vor dem Bayerischen Verfassungsgerichtshof, stellvertretender Vorsitzender des Untersuchungsausschusses NSU II, sowie Vorsitzender des Untersuchungsausschusses Zukunftsmuseum. 
Bei der Landtagswahl 2023 zog er erneut in den Landtag ein. In der 19. Wahlperiode ist Schmid weiterhin Mitglied des Ausschusses für Wohnen, Bau und Verkehr. Er wechselte vom Verfassungsausschuss in den Ausschuss für Wirtschaft, Landesentwicklung, Energie, Medien und Digitalisierung.

## Privat
Schmid ist Katholik und seit 2003 mit Natalie Schmid verheiratet, mit der er zwei Kinder hat. Privat spielt er Orgel und Schlagzeug, Letzteres als Teil einer Band, was ihm in jungen Jahren einen Nebenverdienst auf Tanzveranstaltungen eingebracht hatte. Außerdem engagierte er sich im Handballverein TSV Allach 09 als Kreisläufer und im lokalen Schützenverein.